# Coniopteryx (Xeroconiopteryx) wittmeri
Coniopteryx (Xeroconiopteryx) wittmeri is een insect uit de familie van de dwerggaasvliegen (Coniopterygidae), die tot de orde netvleugeligen (Neuroptera) behoort. 
Coniopteryx (Xeroconiopteryx) wittmeri is voor het eerst wetenschappelijk beschreven door Martin Meinander in 1979.